# Вуди (остров, Аляска)
Остров Вуди (англ. Woody Island) — остров, расположенный в заливе Чиняк, в 4,2 км к востоку от острова Кадьяк, Аляска. Первоначально он был заселён алеутами, которые называли себя тангирнармиутами (англ. Tangirnarmiut) — «народом Тангирнака». Их присутствие в этой местности исчисляется тысячей лет. В 1784 году русские исследователи-первопроходцы основали торговую колонию на острове Вуди, которая в 1894 году была упомянута почтовой службой США и являлась основным прибрежным торговым поселением на протяжении многих лет. Историко-археологический район острова Вуди включен в Национальный реестр исторических мест США в 2015 году.

## Описание
Остров Вуди является частью Кадьякского архипелага — группы островов к востоку от полуострова Аляска, в южной части американского штата Аляска. При площади 13,1 км² остров длительное время был заселен алеутами, которые создавали здесь множество деревень, развивали торговлю продуктами китобойного промысла и рыболовства. В XVIII веке на остров впервые прибыли русские путешественники-исследователи, но местное население успешно сопротивлялось попытками создания русских поселений. Со временем, русским удалось поселиться поблизости алеутов и установить торговые отношения. Русские поселенцы завезли инфекции ранее не знакомые коренному населению, что в дальнейшем приводило к периодическим вспышкам эпидемий. К 1805 году на острове оставалось лишь 54 коренных жителя, а в 1837 году насчитывалось около семи поселений алеутов, которые были насильно уплотнены русскими. Миссионеры Эрнест и Ида Роско основали в 1893 году баптистскую церковь на острове Вуди. Они создали приют в который довольно часто забирали детей от родителей насильно, что приводило к конфликтам с коренным населением острова. Также, баптистские миссионеры взялись активно насаживать свою веру, что также вызвало недоумение у алеутов, которые многие годы уже были обращены в православие русскими первопроходцами. В пятидесятых годах XX века Американская баптистская церковь построила на острове летний религиозный лагерь, который работает до сих пор. В 1960-х годах государственная школа острова Вуди была закрыта, а местные дети стали посещать школу на острове Кадьяк. Несмотря на это многие жители предпочли продолжать жить на острове, пока в 1970 году не было прекращено паромное сообщение. После этого люди стали переселяться на остров Кадьяк. На сегодняшний день большая часть земли на острове Вуди находится в частной собственности за исключением пустыни, принадлежащей государственному парку Аляски. Общественный транспорт отсутствует.